# Boulangizmus

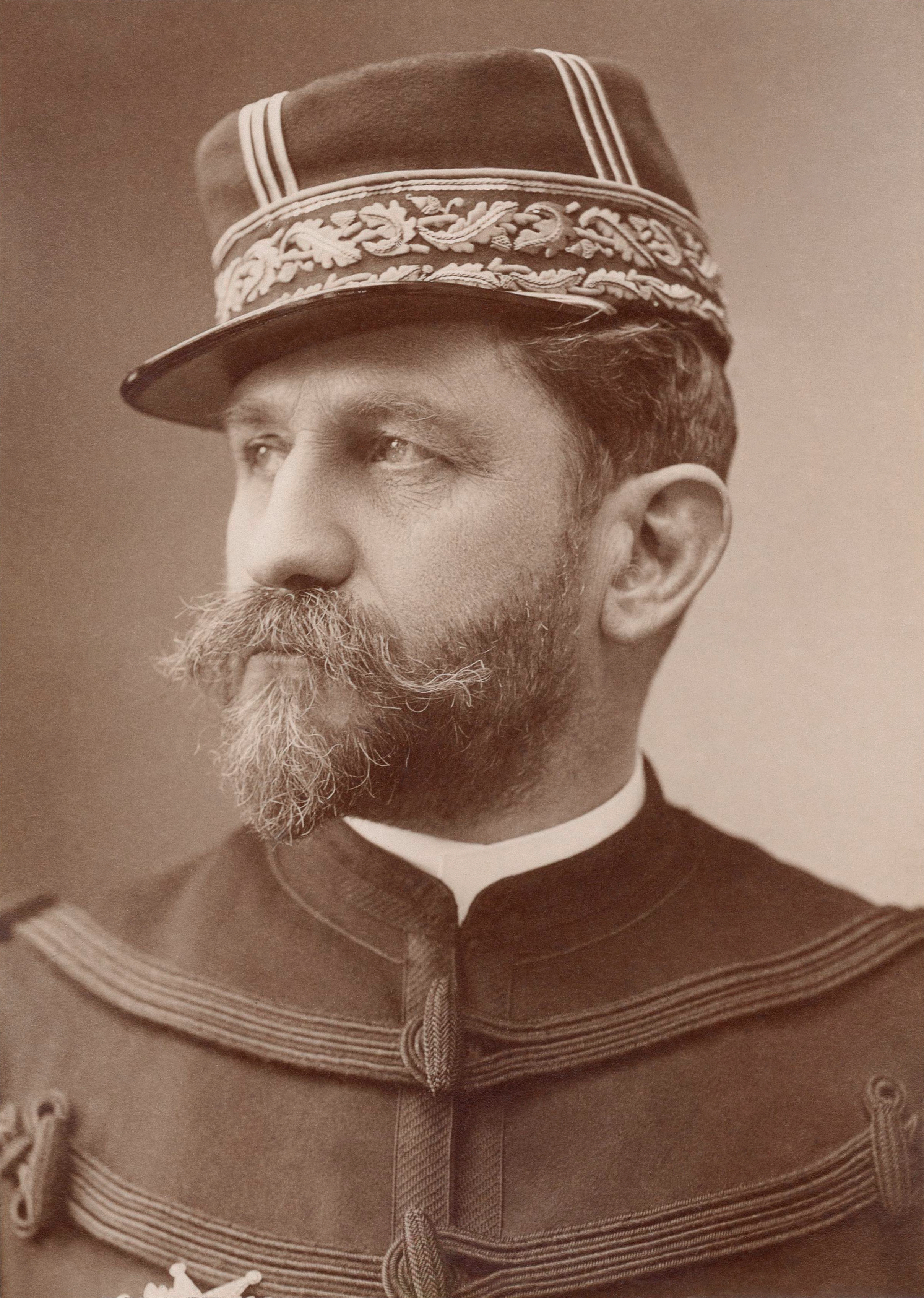
Georges Boulanger Nadar felvételén

A boulangizmus (ejtsd: bulanzsizmus) politikai mozgalom volt 1888 és 1890 között Franciaországban. Georges Boulanger tábornok személye körül szerveződött. A mozgalom hívei magukat boulangistáknak nevezték.

## Története
1886-ban a saját tisztjei által „Revansizmus tábornokként” emlegetett Georges Boulangert nevezték ki hadügyminiszternek Franciaországban, aki a hadsereg modernizálásával szerzett magának nevet. 1887-ben Boulanger a Schnäbele-affért arra használta fel, hogy a határok revíziójának gondolatát, melyeket az 1871-es frankfurti béke határozott meg, népszerűsítse. A személyét biztonsági kockázatnak minősítő republikánus kormányzat felmentette tisztségéből, ami után egy populista mozgalom szerveződött köréje. Miután Boulanger 1890. május 15-én bejelentette pártelnöki tisztségéből való visszalépését, a támogatóinak többsége Laguerre, Laisant és mások vezetése alatt egy „Republikánus-szocialista-revizionista szövetségben” egyesültek, amit 1890. május 4-én Párizsban alapítottak meg. A boulangizmus a populizmusával az Új Jobboldal előfutárának tekinthető Franciaországban.

## A mozgalom programja
A boulangizmus programja mindenekelőtt az alkotmány revízióját hirdette az elnökség leváltásával és egy egykamarás parlament létrehozásával. A végrehajtóhatalom megválasztását a népnek kellett jóváhagynia. A mozgalom kívánatosnak tartotta a Németországgal szembeni revans elérését.
A tábornok személye lényegében a program részét képezte, Boulanger a bonapartista tradíciónak megfelelően a „nemzet megmentőjeként” ünnepeltette magát. A személyi kultuszt a tömegmédián keresztül, illetve biográfiák, képek és Boulanger-figurák eladásával erősítették.

## Támogatói
A mozgalom támogatói közé a tradicionális monarchistákon – mint például Uzès hercegnő – kívül bonapartisták, politikai katolikusok, mint Albert de Mun, nemzeti revansisták, mint Paul Déroulède és radikális republikánusok és szocialisták is voltak. Az utóbbiak szociális reformokat vártak a tábornoktól. E támogatókat az autoriter problémamegoldásban való bizalom kötötte össze. Thomas Gräfe a támogatóit így jellemezte:
„A francia antiszemiták olyan személyek köré szerveződtek, mint Boulanger hadügyminiszter vagy Edouard Drumont publicista, akinek az írásait a német antiszemiták is mohón olvasták.”

## Fordítás
- Ez a szócikk részben vagy egészben  a   Boulangismus című német Wikipédia-szócikk ezen változatának fordításán alapul.  Az eredeti cikk szerkesztőit annak laptörténete sorolja fel. Ez a jelzés csupán a megfogalmazás eredetét és a szerzői jogokat jelzi, nem szolgál a cikkben szereplő információk forrásmegjelöléseként.